# Le Prince et l'arnaqueur
Pour plus de détails, voir Fiche technique et Distribution.
Le Prince et l'arnaqueur (爛頭何, Làn tóu Hé) est un film hongkongais réalisé par Liu Chia-liang, sorti en 1979.

## Synopsis
Ho, un voleur de bijoux imbu de sa personne passant son temps libre dans les maisons closes, fait la rencontre de Wang, un bourgeois spécialiste du vin, qui est en réalité un riche prince voyageant incognito. En plus de dissimuler ses origines impériales à son entourage, ce dernier fait croire à Ho qu'il n'y connaît rien au kung-fu pour amener celui-ci à se surpasser afin qu'il puisse le protéger face à ses nombreux ennemis et devenir en même temps un homme meilleur.

## Fiche technique
- Titre : Le Prince et l'arnaqueur
- Titre original : 爛頭何, Làn tóu Hé
- Titre anglais : Dirty Ho
- Réalisation : Liu Chia-liang
- Scénario : Ni Kuang
- Musique : Eddie Wang
- Montage : Hsing-Lung Chiang et Yen Hai Li
- Photographie : Chih Chun Ao et Arthur Wong
- Production : Run Run Shaw
- Société de production : Shaw Brothers
- Pays d'origine : Hong Kong
- Format : Couleurs - 2,35:1 - Mono - 35 mm
- Genre : Kung fu pian, Comédie
- Durée : 103 minutes
- Date de sortie :

 Hong Kong : 4 août 1979

## Distribution
- Gordon Liu (VF : Xavier Percy) : Wang Tsun Hsin
- Wang Yu : Ho Jen
- Wang Lung-wei : Fan Chin-kong
- Lo Lieh (VF : Lionel Bourguet) : général Liang
- Kara Hui (VF : Cathy Boquet) : Choi Hung
- Hsiao Hou (VF : Romain Barbieux) : Hsia Liu
- Chan Lung : Triste-mine